# Franck Zingaro
Franck Zingaro est un footballeur français né le 21 août 1968 à La Tronche. Son poste de prédilection est gardien de but.

## Biographie
Il découvre la Division 2 à Grenoble mais le club est relégué en 1992. La saison suivante, alors que les autres sports grenoblois brillent comme les brûleurs de loups, champions de France 1991 et le FC Grenoble privé du titre de champion de France 1993 dans une sombre affaire,, Grenoble ne parvient pas à remonter en Division 2 et rencontre des problèmes financiers. Il quitte alors le club pour Châteauroux pour poursuivre sa carrière professionnelle.
Il est champion de France de National 1 en 1994 avec Châteauroux où il retrouve donc la deuxième division la saison suivante. Il poursuit ensuite sa carrière à Toulon où il remporte un deuxième titre de champion de France de National 1 en 1996 puis joue une dernière saison en deuxième division. Au total, il dispute 99 matchs en Division 2.
Lors du match Toulon - réserve de Monaco (3e journée du groupe B de CFA de la saison 2008-2009), il se blesse gravement au genou. Il met alors un terme a sa carrière de joueur, mais reste entraîneur des gardiens. Il prend les rênes du club la saison suivante.

## Carrière
- 1988-1993 :  Grenoble Foot
- 1993-1995 :  LB Châteauroux
- 1995-1998 :  Sporting Toulon Var
- 1998-2002 :  US Endoume
- 2002-2004 :  Sporting Toulon Var
- 2004-2008 :  Hyères Football Club
- 2008-2009 :  Sporting Toulon Var
- 2009-2010 :  Sporting Toulon Var (entraîneur des gardiens)
- 2010-2011 :  Sporting Toulon Var (entraîneur principal)[3]

## Palmarès
- Champion de France de National (3e division) en 1994 avec Châteauroux et en 1996 avec Toulon
- Champion de CFA (Groupe C) en 2004 avec Toulon
- Champion de CFA 2 (Groupe E) en 2003 avec Toulon